# Потоківська сільська рада (Кременчуцький район)
Пото́ківська сільська́ ра́да — колишній орган місцевого самоврядування в Кременчуцькому районі Полтавської області з центром у селі Потоки.

## Населені пункти
1. с. Потоки
2. с. Мала Кохнівка
3. с. Придніпрянське
4. с. Соснівка

## Влада
Загальний склад ради — 20
Сільські голови
- Никифорук Василь Іванович

26.03.2006 — 31.10.2010
31.10.2010 — 2015

- Зоря Юрій Олексійович

2015 — 25.10.2020